# Rakovčík
Rakovčík é um município da Eslováquia, situado no distrito de Svidník, na região de Prešov. Tem 4,67 km² de área e sua população em 2018 foi estimada em 168 habitantes.

## Demografia
| Ano:        | 1994 | 2004   | 2014   | 2024    |
| ----------- | ---- | ------ | ------ | ------- |
| Broj ljudi: | 179  | 165    | 171    | 139     |
| Razlika:    |      | -7,82% | +3,63% | -18,71% |

| Ano:               | 2023 | 2024   |
| ------------------ | ---- | ------ |
| Número de pessoas: | 141  | 139    |
| Diferença:         |      | -1,41% |